# Mercedes (Heredia)
Mercedes è un distretto della Costa Rica facente parte del cantone di Heredia, nella provincia omonima.
Mercedes comprende 8 rioni (barrios):
- Burío
- Carbonal
- Cubujuquí
- España
- Labrador
- Mercedes Sur
- Monte Bello
- Santa Inés